# Phoxinus neogaeus
Phoxinus neogaeus (Cope, 1867), es una especie de peces de la familia de los Cyprinidae en el orden de los Cypriniformes.

## Morfología
Presenta una franja lateral ancha y difusa, una boca grande, ancha y horizontal (que a menudo llega más allá de la mitad del ojo) y un intestino ancho y simple en forma de S. Los machos pueden llegar alcanzar los 11 cm de longitud total.
Tiene un intestino corto y relativamente recto, una boca grande, una cabeza larga y ancha, dientes faríngeos robustos y una segunda fila de dos dientes en la mandíbula faríngea.

## Hábitat
Es un pez de agua dulce.

## Distribución geográfica
Se encuentran en Norteamérica.